# مسجد بيرث
مسجد بيرث  هو مسجد يقع في مدينة بيرث في أستراليا الغربية وهو أقدم مسجد في مدينة بيرث.
المسجد تم تصميمه وبناؤه بين عام 1905 وعام 1906. أسس المسجد الكاتب الأسترالي حسن موسى خان في عام 1906. فتاح محمد دين، وهو مهاجر من البنجاب كان من بين أول الأمناء.

## وصلات خارجية
- مسجد بيرث في AussieMuslims